# Bistum Boma

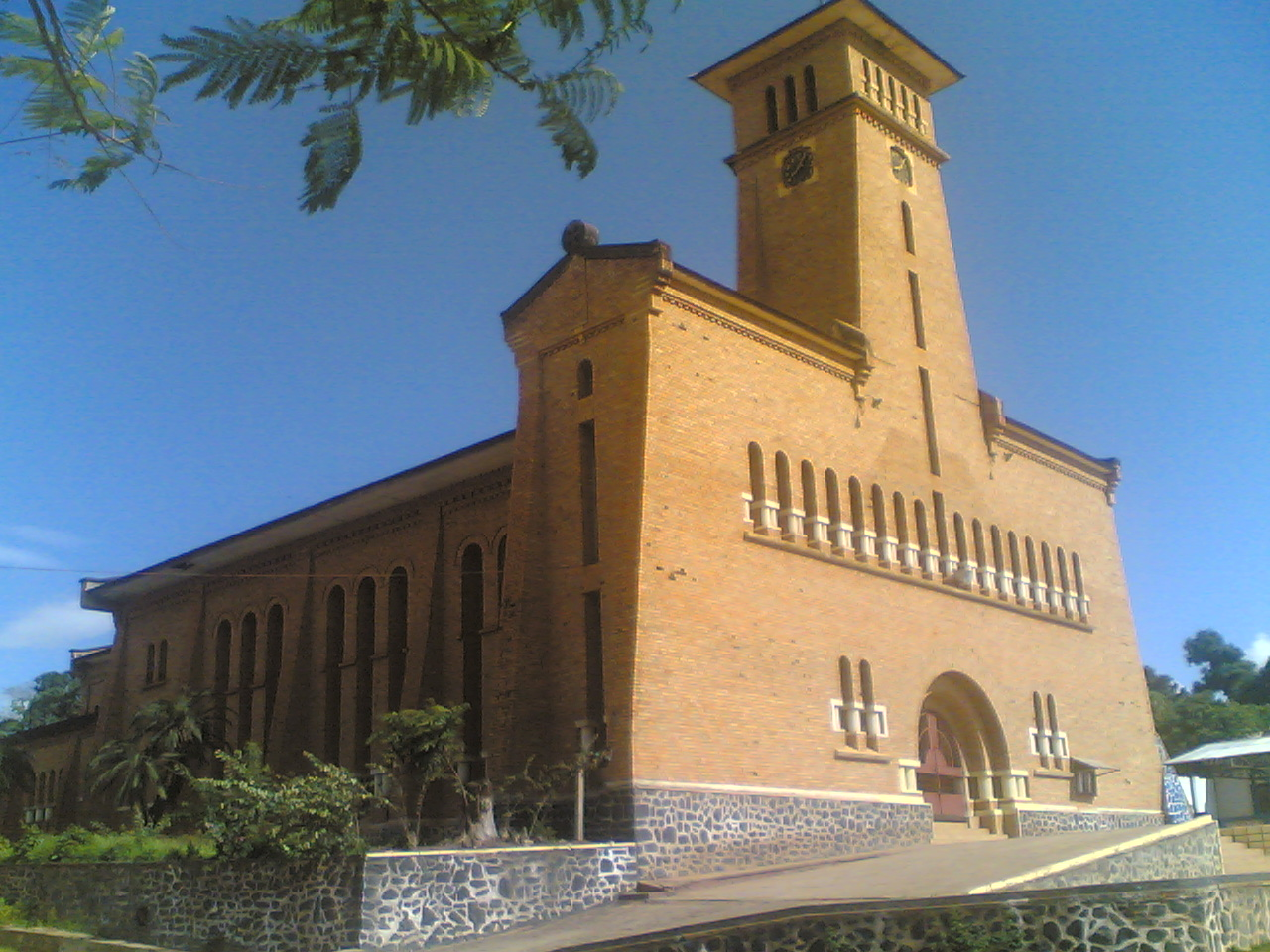
Kathedrale Notre Dame de l’Assomption in Boma

Das Bistum Boma (lateinisch Dioecesis Bomaensis, französisch Diocèse de Boma) ist eine in der Demokratischen Republik Kongo gelegene römisch-katholische Diözese mit Sitz in Boma.

## Geschichte
Das Bistum Boma wurde am 26. Februar 1934 durch Papst Pius XI. mit der Apostolischen Konstitution Maiori catholicae aus Gebietsabtretungen der Apostolischen Präfektur Lulua und Zentral-Katanga und des Apostolischen Vikariates Léopoldville als Apostolisches Vikariat Boma errichtet. Am 10. November 1959 wurde das Apostolische Vikariat Boma durch Papst Johannes XXIII. mit der Apostolischen Konstitution Cum parvulum zum Bistum erhoben. Das Bistum Boma ist dem Erzbistum Kinshasa als Suffraganbistum unterstellt.

## Ordinarien

### Apostolische Vikare von Boma
- Jozef Vanderhoven CICM, 1934–1949
- André Jacques CICM, 1950–1959

### Bischöfe von Boma
- André Jacques CICM, 1959–1967
- Raymond Ndudi, 1967–1975
- Joachim Mbadu Kikhela Kupika, 1975–2001
- Cyprien Mbuka CICM, 2001–2021
- José-Claude Mbimbi Mbamba, seit 2021